# وینر مدیکال
وینر مدیکال (انگلیسی: Winner Medical) شرکت تجهیزات پزشکی چینی است که در سال ۱۹۹۱ تأسیس شد. دفتر مرکزی این شرکت در شهر شنژن قرار دارد.